# Владимирский спуск (Владимир)
Владимирский спуск — улица в исторической части города Владимир. Проходит от Георгиевской до Николо-Галейской улицы. Протяжённость улицы около 420 м.
Улица круто спускается с гребня береговой террасы в пойму реки Клязьма. Чётная сторона улицы является границей исторического Патриаршего сада.

## История
Историческое название — Нижняя Георгиевская (Егорьевская) улица — получила по близ расположенной Георгиевской церкви, сохранившейся на месте двора великого князя Юрия Долгорукого (первая церковь Св. Георгия на этом месте была построена в 1152 году). Позднее, в 1164 году, западнее отцовского двора сын и наследник Долгорукого великий князь Андрей Боголюбский построил свой двор со Спасской церковью. После смерти великих князей, в ХII-ХIII веках при церквах Георгия и Спаса возникли монастыри, просуществовавшие до первой трети XVIII века, а при них слободы. Весь склон плато до самого берега Клязьмы был занят вишнёвыми садами.
До середины XIX века участок Георгиевской улицы от начала Владимирского спуска до Спасской церкви был неудобен для проезда из-за своей узости, и в 1859 году местный житель, купец Ефим Шаров, предложил своими силами «выпланировать» его вместе со всей улицей из-за «значительно возвышенной местности и склона на одну сторону, в особенности против Спасской церкви и Пожарного двора» и «опасности при проездах». Работы были выполнены под руководством городского архитектора Эдуарда Тидена к 1860 году. Сохранилась историческая застройка улицы конца XIX века (д. 1 Соболевой, 1899, перестроен, д 2. Дом Титова, 1899).
С установлением советской власти Верхняя и Нижняя Георгиевские улицы постановлением президиума горсовета от 08.11.1923 года были объединены в одну под общим названием улица Красного Профинтерна (в честь международной организации профсоюзов). В 1929 году последовало выселение с улицы всех бывших домовладельцев как «нетрудового элемента».
Современное название улица получила в 1930-х годах, уже в 1931 году это наименование встречалось в местной прессе. За оставшейся частью улицы название улица Красного Профинтерна сохранялось до 19 сентября 1990 года.
После окончания Великой Отечественной войны было проведено благоустройство улицы, в 1949 году она была заасфальтирована. В 1953 году Гипрогором был разработан план реконструкции исторического центра. В 1986 году некоторые участки Георгиевской улицы были стилизованы под XIX век.
В 2015 году Георгиевская улица стала пешеходной зоной, что повысило её туристическую привлекательность. Особенностью улицы стала установленная в 2016 году жанровая скульптура («Памятники шалопаю и филёру», «Памятник пожарному», «Памятник художнику», «Памятник аптекарю»), созданная Игорем Черноглазовым.

## Достопримечательности
д. 2 — Музей «Простоваренье»
жанровая скульптурная композиция «Шалопай и филёр», «Филер, следящий за шалопаем»